# Tidarren dentigerum
Tidarren dentigerum är en spindelart som beskrevs av Knoflach och van Harten 2006. Tidarren dentigerum ingår i släktet Tidarren och familjen klotspindlar. Inga underarter finns listade i Catalogue of Life.